# Darren Huckerby
Darren Huckerby, född 23 april 1976 i Nottingham, är en engelsk före detta fotbollsspelare som under sin karriär representerade en mängd klubbar, men som först och främst är känd för sina år i Norwich City.

## Karriär

### Tidig karriär
Huckerby, vars mor har georgiska rötter, fick sitt första proffskontrakt med Lincoln City 1993, men såldes till Newcastle för motsvarande ungefär 4 miljoner kronor 1995. Trots att den nya klubbens supportrar var nyfikna på sitt nyförvärv fick de bara en chans att se honom representera klubben, på grund av att Newcastles dåvarande manager Kevin Keegan ställde in alla reservlagets matcher i protest mot det engelska fotbollsförbundets krav på att ett visst antal av reservlagets matcher måste spelas på A-lagets hemmaarena St James' Park. Keegan ansåg att gräsmattan på arenan redan var i dåligt skick och att reservlagsmatcher skulle slita ut planen än mer. Konsekvensen blev att Huckerby inte kunde komma i matchform och därmed inte fick möjligheten att slå sig in i A-laget. Efter en kort låneperiod hos Millwall köptes Huckerby av Coventry inför säsongen 1996–1997.

### Coventry
I Coventry bildade Huckerby och Dion Dublin ett framgångsrikt anfallspar. Och det uppmärksammades, Huckerby blev uttagen i Englands B-landslag medan Dublin blev uttagen i A-landslaget. Säsongen 1997–1998 stod Huckerby för sin bästa säsong målmässigt i Premier League, då han stod för 14 mål.

### Leeds och Manchester City
Under andra halvan av 1999 gick han till Leeds United, när Leeds hade en av sina storhetsperioder med bland annat väldigt framgångsrikt europaspel. Konkurrensen med Mark Viduka och Alan Smith om anfallsplatserna var tuff. För Huckerby var tiden hos Leeds en besvikelse och när han lämnade klubben redan året efter att han kom, hade han bara lyckats med att göra två mål på fyrtio ligamatcher. Huckerby kom 2000 till ett Manchester City som slogs för att hålla sig kvar i Premier League, vilket man så småningom misslyckades med. Huckerby stannade trots det kvar och var med ett flertal mål en viktig spelare när City tog sig upp till Premier League igen. Inför säsongen därpå var han förstavalet i anfallet men blev utkonkurrerad när klubben köpte in Nicholas Anelka och Jon Macken. Huckerby avslutade säsongen som utlånad till Nottingham Forest, och när säsongen 2003–2004 började lånades han direkt ut igen, denna gången till Norwich.

### Norwich City
Efter låneperioden på tre månader valde Norwich att skriva ett kontrakt med Huckerby. Totalt under säsongen 2003–2004 gjorde han 14 mål och var med om att föra upp Norwich till Premier League, där klubben inte varit sedan 1995. Majoriteten av Premier League-säsongen höll Huckerby till på vänstermittfältet, en position han gjorde sju mål från. Under januarifönstret ryktades det om intresse från Liverpool och Celtic, men Huckerby dementerade ryktena genom att förklara sin önskan om att fullfölja sitt kontrakt.
2004 röstades han in i Norwichs Hall of Fame, och 2005 och 2007 blev han utsedd till årets spelare för Norwich. I april 2008 spelade han sin 200:e match för klubben, och en månad senare gjorde han mål i vad som skulle bli hans sista match för Norwich då man två dagar senare bekräftade att Huckerby inte skulle erbjudas något nytt kontrakt på grund av att han inte kunde garanteras en plats i truppen för den kommande säsongen.

### San Jose Earthquakes
I juli 2008 flyttade han till USA och San Jose Earthquakes. Efter en stark inledning på karriären i MLS blev han utnämnd till "Årets MLS-nykomling " 2008. En höftskada under säsongen 2009 med operation som konsekvens fick Huckerby att avsluta karriären.